# International Computer Science Institute
Das International Computer Science Institute (ICSI) ist eines der führenden Forschungszentren der Informatik, das als unabhängige und gemeinnützige internationale Institution seit 1988 an der Universität von Kalifornien (UCB) in Berkeley, Kalifornien, USA besteht.

## Geschichte
Die Gründung und Entwicklung ist Norbert Szyperski zu verdanken, der in den 1970er Jahren unter dem Eindruck des Rückstands der deutschen Computer- und Softwaretechnologie sowie deren mangelnder Vernetzung mit der internationalen Entwicklung der Informationstechnik nach Abhilfe suchte. Eine Anbindung an die führende Forschungs- und Entwicklungssituation der Informatik in den USA der 1980er Jahre schien daher wünschenswert und umso fruchtbarer, je besser es gelänge, etwa bestehende Kontakte einzelner Forschungsgruppen und Universitätsinstitute zu stabilisieren und dadurch zu verbreitern, dass deren Zusammenarbeit und wechselseitiger Austausch institutionalisiert und in Form eines internationalen Forschungszentrums in den USA etabliert werden könne. Als Direktor der deutschen Gesellschaft für Mathematik und Datenverarbeitung (GMD) fand Szyperski in Ron Kay, dem damals leitenden Forschungsmanager von IBM, einen Mitstreiter, der die Realisierung dieser Idee zu Beginn der 1980er Jahre auch zu seiner machte. Mit Unterstützung des BMFT, der Deutschen Forschungsgemeinschaft (DFG), einiger deutscher Industrieunternehmen und Gerhard Goos von der GMD konnte die Grundfinanzierung des geplanten Instituts gesichert werden, ebenso wie die Zustimmung der Universität von Kalifornien, das Forschungszentrum unter ihrer Mitwirkung in Berkeley anzusiedeln.
Nach seiner Gründung gelang es im Laufe von Jahren die zunächst rein deutsche Finanzierung des ICSI unter dem Gründungsdirektor und Berkeley Professor für Elektrotechnik und Informatik Jerome Feldman zu internationalisieren und zwischenzeitlich durch die zeitweiligen Beiträge weiterer europäische Länder (Italien, Niederlande) zu ergänzen, die wie Deutschland ihre eigenen Gastwissenschaftler (Forscher, Post-Doktoranden, Professoren etc.) an das ICSI zu Forschungsaufenthalten entsandten. Derzeit sind an der Finanzierung des ICSI neben den nationalen (amerikanischen) Hauptsponsoren (US-Regierung, Industrie, Private) als internationale Sponsoren nurmehr die Länder Deutschland (BMFT/DAAD), Italien (Universitäten Padua und Genua mit Computer Platform Research Center (CIPI)), Finnland (Aalto-Universität) und Singapur (Nanyang Technological University) beteiligt.

## Forschungsspektrum
Mit seinem besonderen Fokus auf enge, internationale Zusammenarbeit und durch seine etablierten, internationalen Programme der Grundlagenforschung, bringt das ICSI Wissenschaftler aus der ganzen Welt und in allen Phasen ihrer wissenschaftlichen Karrieren mit dem Forschungspersonal des ICSI und mit führenden amerikanischen Forschern insbesondere, aber nicht nur, der UC Berkeley zusammen. Mehrere Wissenschaftler des ICSI sind gleichzeitig Beschäftigte der UC Berkeley, dort in der Lehre und Ausbildung tätig, wodurch einzelne ihrer Studenten und Post-Graduierte als Doktoranden auch am ICSI arbeiten.
Aktuelle Forschungsschwerpunkte sind Künstliche Intelligenz, Sprache und computerlinguistische Sprachanalyse, Computer Vision, Audio- und Multimedia-Analysen, Bioinformatik und Gehirnmodelle sowie Rechnernetze und Sicherheit. Besonderen Stärken des ICSI liegen in der neuartigen Algorithmenentwicklung – mit Anwendung in der Genomik, der Video- und Sprachverarbeitung, der Internet-Routing- und Messtechnik sowie dem maschinellen Lernen.
Den aktuellen Stand der Forschungen dokumentieren die ICSI Technical Reports sowie die ICSI-Gazette.